# Ingo Klitzsch
Ingo Klitzsch (* 1976 in Neuendettelsau) ist ein deutscher evangelischer Theologe.

## Leben
Nach dem Studium der evangelischen Theologie von 1996 bis 2004 in Neuendettelsau, Jerusalem (Dormitio-Abtei), Heidelberg, Jena und Erlangen war er von 2004 bis 2008 wissenschaftlicher Mitarbeiter an der Universität Jena bei Volker Leppin, wo er 2008 zum Dr. theol. promoviert wurde. 2008 bis 2010 war er Lehrvikar in Trostberg, von 2011 bis 2020 Assistent an der Augustana-Hochschule Neuendettelsau bei Gury Schneider-Ludorff. Nach der Habilitation 2019 an der Universität Tübingen ist er seit 2021 Professor für Systematische sowie Historische Theologie und ihre Didaktik an der Evangelisch-Theologischen Fakultät der Universität Münster.
Seine Schwerpunkte sind Theologie im Zeitalter der Aufklärung, „Tischreden“ (Lutherrezeption / Luthermemoria), Theologie Luthers, die „Anfänge“ der Reformation, Theologiegeschichte des 12. Jahrhunderts, Theologie und Bildung um 800, Fragen der „Ökumene“ in Geschichte und Gegenwart und dogmatische, ethische und kirchengeschichtliche Themen in ihrer Bedeutung für die religionspädagogische Praxis.

## Veröffentlichungen (Auswahl)
- Die „Theologien“ des Petrus Abaelardus. Genetisch-kontextuelle Analyse und theologiegeschichtliche Relektüre. Leipzig 2010, ISBN 978-3-374-02761-3 (Dissertation).
- Redaktion und Memoria. Die Lutherbilder der „Tischreden“. Tübingen 2020, ISBN 978-3-16-159037-5 (Habilitationsschrift).
- (Hrsg.): Die „Tischreden“ Martin Luthers. Tendenzen und Perspektiven der Forschung. Gütersloh 2021, ISBN 3-579-08560-3.